# 利伯塔德市 (塔奇拉州)

利伯塔德市（西班牙語：Municipio Libertad），是委內瑞拉的一個市，位於該國西南部塔奇拉州，首府設於卡帕喬維耶霍，面積152平方公里，2011年人口31,275，人口密度每平方公里205.76人。